# Experimentele biologie
Experimentele biologie is binnen de biologie de werkwijze waarin men organismen en biologische verschijnselen onderzoekt door middel van experimenten. De term staat tegenover de theoretische biologie die zich bezighoudt met de wiskundige modellering en abstracte principes van de biologische systemen.
Omdat de organismen, die het onderwerp van de studie zijn, zeer complex zijn, is biologie voor een belangrijk deel experimentele wetenschap. Maar dankzij de snelle ontwikkeling van modelleringssoftware in de afgelopen decennia, zijn computers steeds beter in staat om grote, complexe datareeksen te analyseren. Zo kunnen levende organismen ook vanuit theoretische methodes worden bestudeerd.

## Methoden
De methoden en technieken die worden gebruikt in de experimentele biologie zijn verschillend van aard. Gegevens uit experimenteel onderzoek kunnen worden verkregen door middel van moleculaire technieken zoals Western blotting en PCR, genetische tests, in vitro-technieken en beeldvorming daarvan, biochemische testen, fysiologische metingen en enquêtes. Ook macroscopische experimenten binnen de gedragsbiologie (bijvoorbeeld de skinner-box) en ecologie (bijvoorbeeld het Park Grass Experiment) vallen onder de experimentele biologie. Nieuwe ontdekkingen van de experimentele biologie worden voornamelijk gedaan op moleculair niveau. Daarbij zijn vakgebieden betrokken als moleculaire biologie, biochemie en biofysica. Andere veelvoorkomende onderzoekstechnieken omvatten:
- Circulair dichroïsme
- Elektroporatie
- Elektronenmicroscopie
- Fluorescentie-in-situhybridisatie
- Gel-elektroforese
- Microarray
- Patch-clamptechniek
- Polymerasekettingreactie
- SDS-PAGE
- Sequencing